# Panulia
Panulia là một chi bướm đêm thuộc họ Geometridae.

## Các loài
- Panulia achloraria
- Panulia ajaia
- Panulia albifimbria
- Panulia dentilineata
- Panulia lapidata
- Panulia moestaria
- Panulia papuensis
- Panulia perdensata
- Panulia phauda
- Panulia pulverosa
- Panulia punctilinea
- Panulia unilineata
- Panulia venusta
- Panulia vinacea
- Panulia vulsipennis